# William Howe
El general William Howe, 5è vescomte Howe, KB, PC (10 d'agost de 1729 - 12 de juliol de 1814) fou un oficial de l'exèrcit britànic que va arribar a convertir-se en comandant en cap de les forces britàniques durant la Guerra d'Independència dels Estats Units.
Va unir-se a l'exèrcit britànic el 1746 i participà en la guerra de Successió Austríaca i la guerra dels Set Anys. Es va fer conegut pel seu paper en la captura de Quebec el 1759 quan va dirigir una força britànica a capturar els penya-segats a Anse-au-Foulon, la qual cosa va permetre a James Wolfe desembarcar el seu exèrcit i combatre els francesos a la batalla de les planes d'Abraham. Howe també va participar en les campanyes per prendre Louisbourg, Belle Île i l'Havana. Fou nomenat tinent governador de l'illa de Wight, càrrec que ocuparia fins al 1795.
El març de 1775 va ser enviat a Amèrica del Nord, on va arribar al maig, poc després que esclatés la Guerra d'Independència dels Estats Units. Va liderar l'exèrcit britànic a la batalla de Bunker Hill. El setembre d'aquell any va prendre el control de les forces britàniques, aleshores sota el comandament del general Thomas Gage. Els èxits més notables sota el seu comandament foren la captura de la ciutat de Nova York i de Filadèlfia. Malgrat això, la mala planificació de la campanya britànica del 1777 va contribuir a la derrota del general John Burgoyne a la batalla de Saratoga, que fou decisiva per a l'entrada de França a la guerra. El paper de Howe en el desenvolupament d'aquests plans i el grau en què va ser responsable dels fracassos britànics aquell any (malgrat el seu èxit personal a Filadèlfia) han estat objecte de debat històric i contemporani.
Va ser nomenat cavaller després dels seus èxits el 1776. El 1777 va renunciar al càrrec de comandant en cap de les forces terrestres britàniques a Amèrica i l'any següent va tornar a Anglaterra, on de vegades va estar actiu en la defensa de les illes britàniques. Entre 1758 i 1780 va seure a la Cambra dels Comuns per Nottingham. Amb la mort del seu germà Richard, el 1799, va heretar el vescomtat de Howe. Es va casar però no tingué descendència, de manera que el vescomtat s'extingí a la seva mort, l'any 1814.

## Primers anys i carrera
William Howe va néixer a Anglaterra, essent el tercer fill d'Emanuel Howe, segon vescomte Howe, i Charlotte, filla de Sophia von Kielmansegg, comtessa de Leinster i Darlington, una mitja germana il·legítima reconeguda del rei Jordi I. La seva mare era habitual a les corts de Jordi II i Jordi III. Aquesta connexió amb la corona podria haver millorat la carrera de tots els quatre fills, però tots també eren oficials molt capaços. El seu pare fou un polític que va exercir de governador de Barbados, on va morir el 1735. El germà gran de William, el general George Howe, va ser mort just abans de la batalla de Fort Carillon de 1758 al Fort Ticonderoga. Un altre germà, l'almirall Richard Howe, es va convertir en un dels principals comandants navals de Gran Bretanya. Un tercer germà, Thomas, va comandar els vaixells per a la Companyia de les Índies Orientals, Winchelsea el 1762–64 i Nottingham el 1766, i va fer observacions a Madeira i a les illes Comores.
William va ingressar a l'exèrcit quan tenia 17 anys comprant una comissió de cornet als dragons del duc de Cumberland el 1746. Després va servir dos anys a Flandes durant la Guerra de Successió Austríaca. Després de la guerra va ser traslladat al 20è Regiment d'infanteria, on es va fer amic de James Wolfe.

## Guerra dels Set Anys
Durant la Guerra dels Set Anys, el servei de Howe el va portar a Amèrica i va fer molt per augmentar la seva reputació. Es va incorporar al recentment format regiment 58è (Rutlandshire) d'infanteria el febrer de 1757 i va ser ascendit a tinent coronel el desembre d'aquest mateix any. Va comandar el regiment al setge de Louisbourg el 1758, on dirigí un desembarcament amfibi sota fort foc enemic. Aquesta acció va guanyar una posició de flanqueig als atacants i va proporcionar a Howe una felicitació de Wolfe.
Howe va comandar un batalló d'infanteria lleugera sota el comandament del general Wolfe durant el setge del Quebec de 1759. Va estar a la batalla de Beaufort i Wolfe el va escollir per dirigir la pujada des del riu Sant Llorenç fins a les Planes d'Abraham que va portar a la victòria britànica a la batalla de les Planes d'Abraham el 13 de setembre de 1759. Després de passar l'hivern en la defensa de la ciutat de Quebec, el seu regiment va lluitar en la batalla de Sainte-Foy l'abril de 1760 i al posterior setge del Quebec. Després va dirigir una brigada a la decisiva Campanya de Mont-real, sota el comandament de Jeffrey Amherst, abans de tornar a Anglaterra. Howe va dirigir una brigada a la captura de la Belle Île de 1761, a la costa francesa, i va rebutjar l'oportunitat de convertir-se en governador militar després de la seva captura, de manera que continuà en servei actiu. Va ser adjutant general de la força que va capturar l'Havana el 1762, prenent part en una escaramussa a Guanabacoa.

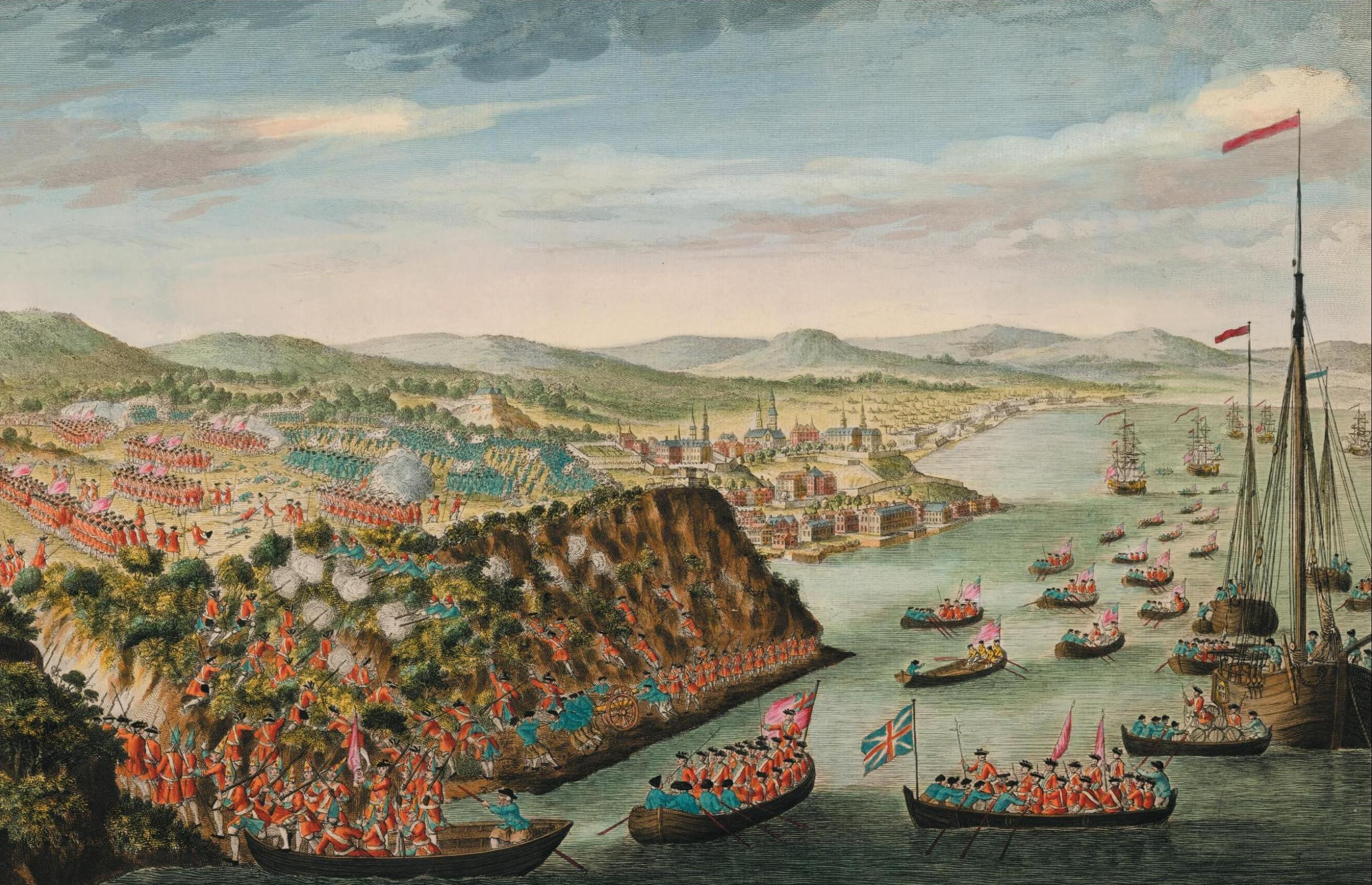
Gravat d'un dibuix contemporani que representa l'ascens britànic a les Planes d'Abraham el 1759

El 1758 Howe va ser escollit diputat per Nottingham, aconseguint el lloc vacant per la mort del seu germà George. La seva elecció va comptar amb la influència de la seva mare, que va fer campanyes en nom del seu fill mentre ell estava fora de guerra i molt bé podria ser que això fos motivat pel fet que el servei al Parlament era considerat com una manera comuna de millorar les perspectives d'avenç a l'exèrcit. El 1764 va ser ascendit a coronel del 46è (South Devonshire) Regiment d'infanteria, i el 1768 va ser nomenat tinent governador de l'Illa de Wight. A mesura que augmentaven les tensions entre la Gran Bretanya i les colònies a la dècada de 1770, Howe va continuar ascendint de rang i va arribar a ser considerat com un dels millors oficials de l'exèrcit. Va ser ascendit a major general el 1772 i el 1774 va introduir nous exercicis d'entrenament per a companyies d'infanteria lleugera.
Al Parlament generalment simpatitzava amb les colònies americanes. Es va oposar públicament al conjunt de lleis destinades a castigar les Tretze Colònies, conegudes com les Lleis Intolerables, i el 1774 va assegurar als seus electors que resistiria el servei actiu contra els nord-americans, afirmant que tot l'exèrcit britànic no podia conquistar Amèrica. També va fer saber en privat als ministres del govern que estava disposat a servir com a segon al comandament a Amèrica amb Thomas Gage, qui sabia que era impopular en els cercles governamentals. A principis de 1775, quan el rei Jordi el va cridar al servei, va acceptar, afirmant públicament que, si no ho feia, patiria «l'odiós nom de desentendre'm de servir el meu país en situació de dificultat». Va navegar cap a Amèrica el març de 1775, acompanyat pels majors generals Henry Clinton i John Burgoyne. El maig de 1775, la seva coronelgia va ser transferida al 23è de fusellers.

## Guerra de la Independència dels Estats Units
Juntament amb els generals de l'exèrcit britànic Clinton i Burgoyne, Howe va arribar a Boston a bord de l'HMS Cerberus el 25 de maig de 1775, després d'haver-se assabentat que havia esclatat la guerra amb les escaramusses a les marxes de Lexington i Concord a l'abril. Va proporcionar un reforç naval a la batalla de Bunker Hill. Va dirigir una força de 4.000 soldats enviats per reforçar la tropa de 5.000 homes del general Thomas Gage assetjada a la ciutat després d'aquestes batalles. Gage, Howe i els generals Clinton i Burgoyne van discutir els plans per trencar el setge. Van formular un pla per apoderar-se de terrenys elevats al voltant de Boston i atacar les forces milicianes colonials assetjants, i en van fixar l'execució per al 18 de juny. Tanmateix, els colons van assabentar-se del pla i van fortificar les altures de Breed's Hill i la propera Bunker Hill a la península de Charlestown a l'altre costat del riu Charles de Boston la nit del 16 al 17 de juny, la qual cosa va obligar el lideratge britànic a repensar la seva estratègia.

### Bunker Hill i Boston
En un consell de guerra celebrat aviat el 17 de juny, els generals van elaborar un pla que requeria un assalt directe a la fortificació colonial i Gage va donar a Howe el comandament de l'operació. Malgrat la sensació d'urgència (els colons encara estaven treballant en les fortificacions en el moment del consell), l'atac, conegut actualment com la batalla de Bunker Hill, no va començar fins aquella tarda. Amb Howe liderant personalment l'ala dreta de l'atac, els dos primers assalts van ser fermament rebutjats pels defensors colonials. El tercer assalt de Howe va aconseguir l'objectiu, però el cost de la batalla del dia va ser extraordinàriament elevat. Les víctimes britàniques, més de 1.000 morts o ferits, van ser les més elevades de qualsevol combat de la guerra. Howe ho va descriure com un «èxit ...massa car». Tot i que Howe va mostrar valor al camp de batalla, les seves tàctiques i la seva confiança desbordant van ser criticades. Un subordinat va escriure que l'«absurda i destructiva confiança» de Howe va tenir un paper important en el nombre de víctimes causades.

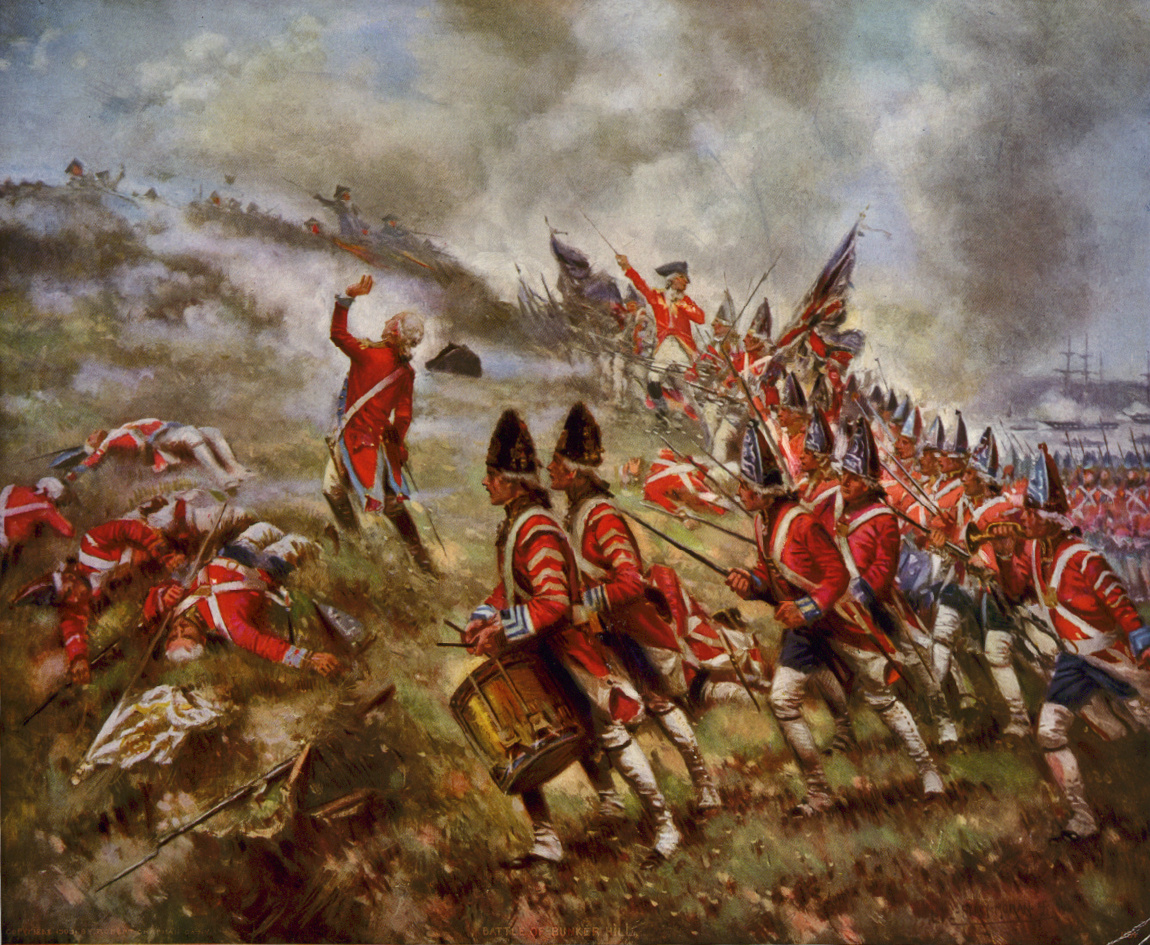
Representació de la batalla de Bunker Hill, per Percy Moran (1909)

Tot i que Howe no va resultar ferit a la batalla, va tenir un efecte pronunciat en el seu esperit. Segons l'historiador britànic George Otto Trevelyan, la batalla «va exercir una influència permanent i més potent» sobretot sobre el comportament de Howe, i les habilitats militars de Howe a partir de llavors «eren capaces de fallar-li en el mateix moment en què eren especialment desitjades». Malgrat una aparença exterior de confiança i popularitat amb les seves tropes, el «genial de metre vuitanta amb una cara que algunes persones descrivien com a "tosca"», en privat sovint mostrava una falta de confiança en si mateix i en les posteriors campanyes va dependre una mica del seu germà gran Richard (l'almirall de la Royal Navy, també destinat a les colònies) per a assessorament i aprovació.
L'11 d'octubre de 1775, el general Gage va embarcar cap a Anglaterra i Howe es va fer càrrec com a comandant en cap de les forces terrestres britàniques a Amèrica. Amb l'esclat d'hostilitats, els planificadors militars britànics a Londres havien començat a planificar un reforç massiu de les tropes a Amèrica del Nord. Els seus plans, elaborats amb recomanacions de Howe, demanaven l'abandonament de Boston i l'establiment de bases a Nova York i Newport (Rhode Island) per intentar aïllar la rebel·lió a Nova Anglaterra. El novembre van arribar les ordres per executar aquests plans, però Howe va optar per romandre a Boston durant l'hivern i començar la campanya el 1776. Com a resultat, la resta del setge de Boston va ser a grans trets una situació de bloqueig. Howe mai no va intentar un compromís important amb l'exèrcit continental, que havia estat sota el comandament del major general George Washington. Tanmateix, va passar una bona quantitat de temps a les taules de joc i va establir presumptament una relació amb Elizabeth Lloyd Loring, l'esposa del lleialista Joshua Loring, Jr. Loring, que aparentment va acceptar la situació, va ser recompensat per Howe amb el càrrec de comissari de presos. Contemporanis i historiadors han criticat Howe tant per la seva afició al joc com per la quantitat de temps que suposadament va passar amb la senyora Loring, fins a arribar a acusacions que aquest comportament interferia amb les seves activitats militars; tot i que l'historiador John Alden no dona credibilitat a aquestes idees. La presumpta relació també s'esmenta a The Battle of the Kegs, una balada de propaganda nord-americana escrita per Francis Hopkinson. El gener de 1776, el paper de Howe com a comandant en cap es va reforçar amb una promoció a general a Amèrica del Nord.
El setge es va trencar el març de 1776, quan el coronel de l'exèrcit continental Henry Knox va portar l'artilleria pesada des del Fort Ticonderoga a Boston durant l'hivern i el general Washington els va utilitzar per fortificar Dorchester Heights, amb vistes a Boston i el seu port. Howe inicialment va planejar un assalt a aquesta posició, però una tempesta de neu va interferir i finalment va decidir retirar-se de Boston. El 17 de març, tropes britàniques i lleialistes van evacuar la ciutat i van navegar cap a Halifax, Nova Escòcia.

### Campanya de Nova York i Nova Jersey

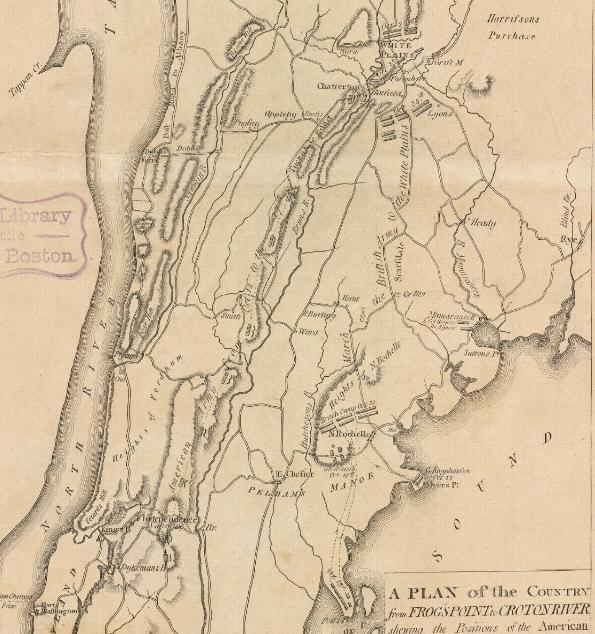
Mapa d'època que representa els moviments de l'exèrcit britànic al comtat de Westchester, a Nova York

Howe i les seves tropes van començar a arribar fora del port de Nova York i van fer un desembarcament incontestat a Staten Island a l'oest a principis de juliol. Les ordres que Howe havia rebut de Lord George Germain, el secretari d'Estat encarregat de dirigir la guerra des de Westminster, deien força clar que havia d'evitar el conflicte abans de l'arribada de reforços, per la qual cosa va esperar fins que arribessin aquells reforços a mitjans d'agost, juntament amb el comandant de la marina, el seu germà Richard. Aquest retard va resultar ser una mica costós, ja que els nord-americans van utilitzar aquesta ocasió per millorar les fortificacions al nord-oest de Long Island (a Brooklyn Heights al llarg de East River) i van augmentar el gruix del seu Exèrcit Continental amb milícies addicionals. Després de traslladar la major part del seu exèrcit per barques amfibies a través de Verazzano Narrows cap al sud-oest de Long Island sense oposició, va atacar les posicions nord-americanes el 27 d'agost, en la que es va conèixer com la batalla de Long Island. En una maniobra ben executada, una gran columna liderada per Howe i Clinton va passar al voltant del flanc esquerre nord-americà, a través del pas custodiat de Jamaica, molt lluny cap a l'est (una carena de turons que corre de l'est a l'oest va bisectava l'illa, amb una sèrie d'entrades més baixes que eren vigilades pels continentals, excepte de manera inexplicable al més llunyà est de Jamaica), atrapant els patriotes amb la guàrdia abaixada i dirigint els nord-americans des de les seves posicions fent-los retrocedir cap a Brooklyn Heights. Malgrat la insistència de Clinton i d'altres, Howe va rebutjar un assalt immediat a aquestes fortificacions, al·legant que «les tropes havien fet prou per a aquell dia». En canvi, va iniciar les operacions de setge, avançant metòdicament sobre els nord-americans atrapats. Aquesta decisió va permetre al general Washington d'orquestrar amb èxit una retirada estratègica nocturna a través d'East River la nit del 29 al 30 d'agost, ajudat per una espessa boira matinal. L'historiador George Billias assenyala que si Howe hagués atacat Brooklyn Heights, la captura de fins i tot la meitat de l'exèrcit de Washington i, possiblement el mateix Washington, podria haver tingut un efecte significatiu en la rebel·lió. Alguns oficials, sobretot el general Clinton, van ser crítics amb la decisió de Howe de no assaltar les defenses americanes. Howe va ser nomenat cavaller com a recompensa per la seva victòria a Long Island.
Howe i el seu germà Richard, com a part de les seves instruccions, havien estat assignats com a comissaris de pau, amb una autoritat limitada per tractar amb els rebels. Després de Long Island, van perseguir un intent de reconciliació, enviant el general John Sullivan capturat a Filadèlfia amb una proposta per a una conferència de pau. La conferència resultant, conduïda per l'almirall Howe, no va tenir èxit. Els Howe havien rebut poders limitats, com els representants del Congrés, i aquests últims van insistir que els britànics reconeguessin la recentment declarada independència colonial. Això no estava dins dels poders dels Howe, per la qual cosa la conferència va fracassar i Howe va continuar la campanya. Primer va desembarcar tropes a Manhattan el 15 de setembre i va ocupar la ciutat de Nova York (que llavors només ocupava el baix Manhattan), tot i que el seu avanç cap al nord a Manhattan es va comprovar l'endemà a Harlem Heights. Després es va aturar, passant gairebé un mes consolidant el control de la ciutat de Nova York i esperant reforços. Durant aquest temps va ordenar l'execució de Nathan Hale per espionatge, i va haver de tractar els efectes d'un important incendi a la ciutat. Després va intentar un desembarcament a la part continental a Throgs Neck, amb la intenció de flanquejar la posició de Washington a Harlem Heights. No obstant això, l'estreta trajectòria entre la platja i la part continental estava ben defensada i va acabar retirant les tropes. A continuació, va fer un reeixit desembarcament de tropes a Pell's Point, al comtat de Westchester; Washington va aconseguir evitar ser flanquejat, retirant-se a White Plains. Howe va expulsar Washington de la zona de Nova York amb èxit a la batalla de White Plains del 28 d'octubre i després va dirigir la seva atenció per consolidar la presa britànica de Manhattan. Al novembre va atacar la fortalesa restant de l'exèrcit continental a la batalla de Fort Washington, fent diversos milers de presoners.
Washington es va retirar a Nova Jersey, seguit de les forces d'avançada de Howe sota el comandament de Charles Cornwallis. En aquest moment, Howe va preparar les tropes sota el comandament del general Clinton per a l'embarcament per tal d'ocupa Newport, l'altre objectiu principal del seu pla. Clinton va proposar que aquestes tropes fossin desembarcades a Nova Jersey, davant de Staten Island o al riu Delaware, atrapant Washington o fins i tot capturant la seu del congrés continental, Filadèlfia. Howe va rebutjar aquestes propostes, enviant a Clinton i al general Hugh Percy, dos crítics vociferants de la seva direcció, a prendre Newport. A principis de desembre, Howe va anar a Trenton, Nova Jersey, per organitzar la disposició de les seves tropes per a l'hivern. Washington s'havia retirat a través de Delaware i Howe va tornar a Nova York creient que la campanya s'havia acabat per a la temporada. Quan Washington va atacar els quarters Hessians a Trenton el 26 de desembre de 1776, Howe va enviar Cornwallis a reformar l'exèrcit a Nova Jersey i perseguir a Washington. Una segona victòria a Trenton i una tercera a Princeton de Washington van frustrar Cornwallis. Howe va fer recular l'exèrcit a posicions molt més properes a Nova York per a l'hivern.
Howe ha estat criticat per contemporanis i historiadors per no haver derrotat decisivament l'Exèrcit Continental durant la campanya de Nova York. Els contemporanis es queixaven que el seu desembarcament a Westchester no va aconseguir atrapar Washington, però no comprenienen que el seu objectiu a la campanya era aconseguir Manhattan, i no necessàriament derrotar Washington. Tot i això, l'historiador George Billias observa que l'adhesió massa rígida de Howe als seus plans va significar no poder aprofitar les oportunitats d'una acció decisiva que van sorgir durant la campanya.

### Campanya de Filadèlfia
El 30 de novembre de 1776, mentre Washington es retirava a Nova Jersey, Howe havia escrit a Germain els seus plans per a la temporada de campanya de 1777. Va proposar enviar una força de 10.000 homes cap al riu Hudson per capturar Albany, Nova York, conjuntament amb una expedició enviada al sud des de la província de Quebec. Va tornar a escriure a Germain el 20 de desembre de 1776 amb propostes més elaborades per a 1777. Aquest va incloure de nou operacions per obtenir el control del riu Hudson, i va incloure operacions ampliades des de la base de Newport i una expedició per prendre Filadèlfia. Howe veia atractiu això últim, ja que Washington es trobava just al nord de la ciutat: Howe va escriure que estava «persuadit que l'Exèrcit Principal havia d'actuar ofensivament [contra Filadèlfia], on es troba la força principal de l'enemic». Germain va reconèixer que el pla estava especialment «ben digerit», però reclamava més homes dels que Germain estava disposat a proporcionar. Després dels contratemps a Nova Jersey, a mitjan gener de 1777 Howe va proposar operacions contra Filadèlfia que incloguessin una expedició terrestre i un atac basat en el mar, pensant que això podria conduir a una victòria decisiva sobre l'Exèrcit Continental. Aquest pla es va desenvolupar en la mesura que a l'abril, l'exèrcit de Howe es va veure construint ponts de pontons; Washington, allotjat als seus quarters d'hivern a Morristown (Nova Jersey), va pensar que eren per a un ús eventual al riu Delaware. Tanmateix, a mitjan maig Howe havia abandonat aparentment la idea d'una expedició terrestre: «Proposo que s'envaeixi Pennsilvània per mar... probablement hem d'abandonar les Jersies».
Quan la temporada de campanya es va obrir el maig de 1777, el general Washington va traslladar la major part del seu exèrcit des dels seus quarters d'hivern de Morristown (Nova Jersey) a una posició fortament fortificada a les muntanyes de Watchung. Al juny de 1777, Howe va començar una sèrie de moviments estranys a Nova Jersey, aparentment en un intent d' atreure Washington i el seu exèrcit fora d'aquesta posició cap a un terreny més favorable per a un encontre general. Els seus motius per això són incerts; l'historiador John Buchanan sosté que Howe estava decidit a intentar conduir Washington a una acció important mentre tots dos estaven al nord de Nova Jersey, escrivint que «el canvi de posició de Washington havia despertat la gana de Howe per una acció important quan, si tot anava bé, finalment aconseguiria el que les seves polítiques i les del seu germà li havien negat l'any anterior: la destrucció de l'Exèrcit Continental», però que l'objectiu de la campanya de Howe per a la temporada era Filadèlfia. Un major britànic va escriure que «l'informe que circulava entre els que eren al poder és que es creia necessari marxar cap a Hilsborough [sic] per oferir batalla a Washington» Americans com Henry Knox estaven perplexos, però també van arribar a la conclusió que era el seu propòsit: «Era poc probable que [els britànics] haguessin d'aturar-se quan havien recorregut només nou milles... En el transcurs d'un dia o dos [vam] descobrir que... havien sortit amb la intenció de fer-nos anar a la plana». Washington tenia informacions que Howe s'havia mogut sense agafar els pesats equips per creuar els rius, i aparentment no se'l va enganyar en absolut.
Com que Washington no va picar l'esquer, Howe va retirar l'exèrcit a Perth Amboy, assetjat per la unitat lleugera d'elit del coronel Daniel Morgan, els Fusellers de Morgan, que van utilitzar la superioritat de les seves armes per disparar i fustigar les seves forces a mesura que es movien. Washington es va traslladar a una posició més exposada, assumint que Howe anava a embarcar el seu exèrcit en vaixells. Després Howe va llançar un atac llampec dissenyat per evitar la retirada de Washington. Aquest intent es va veure afectat per la batalla de Short Hills, que va donar temps a Washington per retirar-se a una posició més segura. Howe llavors va embarcar el seu exèrcit i va navegar cap al sud amb la flota del seu germà. Howe va mantenir un eficaç secretisme al voltant de la destinació de la flota: no només Washington no sabia cap a on anava, sinó que ni tan sols ho sabien molts dels seus propis soldats i oficials.
La campanya de Howe per Filadèlfia va començar amb un desembarcament amfibi a Head of Elk, Maryland, al sud-oest de la ciutat, a finals d'agost. Tot i que Howe hauria preferit fer un desembarcament al riu Delaware per sota de Filadèlfia, els informes de defenses ben preparades el van dissuadir i la flota va passar gairebé un mes sencer al mar per arribar a Head of Elk. L'exèrcit de Howe va abandonar aviat Head of Elk el 3 de setembre de 1777 i va fer retrocedir un guàrdia avançada d'infanteria lleugera nord-americana a Cooch's Bridge. L'11 de setembre de 1777, l'exèrcit de Howe es va trobar amb Washington a prop de Chadds Ford, al llarg de la cala de Brandywine, a la batalla de Brandywine. Howe va establir el seu quarter a la casa de Gilpin Homestead, on va romandre fins al matí del 16 de setembre. En una reiteració de batalles anteriors, Howe va tornar a flanquejar la posició de l'Exèrcit Continental i va obligar Washington a retirar-se després de causar nombroses baixes.
Després de dues setmanes de maniobres i combats (incloses la batalla dels Núvols, la massacre de Paoli i un combat a Valley Forge), Howe va entrar triomfalment a la ciutat el 26 de setembre. Tanmateix, la rebuda que van tenir els britànics no va ser tot el que esperaven. Els havien fet creure que «més amics que arbres té el bosc» els saludarien a la seva arribada; en canvi, van ser rebuts per dones, nens i moltes cases desertes. Malgrat els millors intents de Howe per minimitzar l'espoli per part del seu exèrcit (va autoritzar l'execució de violadors de les seves ordres contra això), les accions de l'exèrcit van tenir un efecte negatiu significatiu en el suport popular.
Una setmana després que Howe entrés a Filadèlfia, el 4 d'octubre, Washington va atacar la guarnició britànica de Germantown. Gairebé va guanyar la batalla abans de ser rebutjat per reforços que van arribar més tard enviats des de la ciutat. Això va obligar Howe a retirar les seves tropes una mica més a prop de la ciutat, on també van ser necessàries per ajudar a netejar les defenses americanes del riu Delaware, que impedien que la marina subministrés l'exèrcit. No va ser fins a finals de novembre que es va acomplir aquesta tasca, que va incloure un atac mal executat al Fort Mercer per part d'una divisió de hessians.

### Impacte en la campanya de Burgoyne

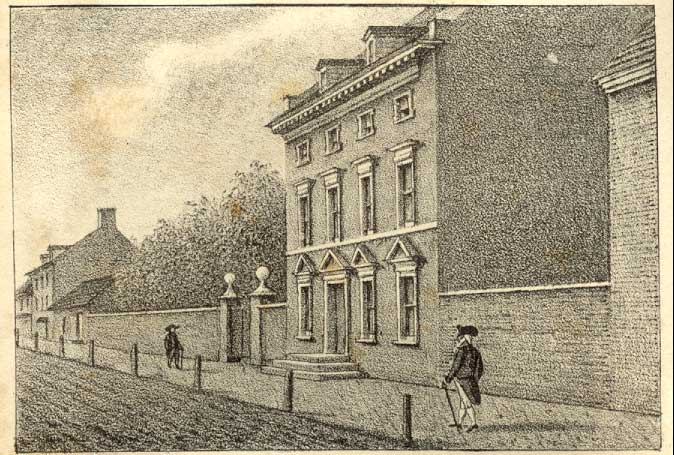
Howe va fer de la mansió Masters-Penn el seu quarter durant l'ocupació britànica de Filadèlfia del 1777-78. Més tard va ser la mansió presidencial de George Washington i John Adams, 1790-1800.

Coincidint amb la campanya de Howe, el general Burgoyne va dirigir la seva expedició al sud de Mont-real per capturar Albany. L'avenç de Burgoyne es va aturar amb les batalles de Saratoga els mesos de setembre i octubre, i va rendir-se el 17 d'octubre. La rendició de Burgoyne, unida a la propera derrota de Howe a Germantown, va alterar dràsticament l'equilibri estratègic del conflicte. El suport al Congrés Continental, que patia l'èxit de l'ocupació de Howe a Filadèlfia, es va reforçar i la victòria va animar França a entrar a la guerra contra la Gran Bretanya. La pèrdua de Burgoyne també va debilitar el govern britànic de Lord North.
Burgoyne va avançar suposant que a Albany hi trobaria Howe o tropes enviades per ell. Aparentment, Burgoyne no era conscient que els plans de Howe havien evolucionat com ho van fer. Tot i que Germain sabia quins eren els plans de Howe, no és clar si els va comunicar a Burgoyne. Algunes fonts afirmen que ho va fer, mentre que d'altres afirmen que Burgoyne no va ser notificat dels canvis fins que la campanya no estava ben en marxa. No és clar que Germain, Howe i Burgoyne tinguessin les mateixes expectatives sobre el grau en què Howe havia de donar suport a la invasió del Quebec. Alguns historiadors defensen que Howe no va seguir les instruccions i va abandonar essencialment l'exèrcit de Burgoyne, mentre que d'altres suggereixen que Burgoyne va fallar pel seu compte i va intentar traslladar la culpa a Howe i Clinton.
La decisió de Howe de centrar la seva pròpia activitat en una expedició a Filadèlfia pot haver estat motivada per la competència amb el general Burgoyne, que va rebre el comandament de la força del nord malgrat que Howe havia fet pressió perquè el comandament fos lliurat a Clinton. John Alden assenyala les gelosies entre els líders britànics, dient: «És probable que [Howe] estigués tan gelós de Burgoyne com Burgoyne d'ell i que no desitgés fer res que pogués ajudar el seu subordinat a ascendir en renom militar». En la mateixa línia, l'historiador Don Higginbotham conclou que segons Howe «[la campanya del nord] va ser tot l'espectacle de Burgoyne i, per tant, [Howe] va voler tenir-hi poc a veure. Quant a l'exèrcit de Burgoyne, faria només allò que se li demanés (pràcticament res)».
El mateix Howe va escriure a Burgoyne el 17 de juliol que tenia la intenció de mantenir-se a prop de Washington: «La meva intenció és per Pennsilvània, on espero trobar-me amb Washington, però si va cap al nord, al contrari de les meves expectatives, i el podeu mantenir a ratlla, estigueu segur que aviat aniré darrere d'ell per rellevar-vos.» Això suggeria que Howe seguiria Washington si anés al nord per ajudar en la defensa del Hudson. Howe, però, va salpar de Nova York el 23 de juliol. El 30 d'agost, poc després de la seva arribada a Head of Elk, Howe va escriure a Germain que no seria capaç d'assistir a Burgoyne, citant una falta de suport lleialista a la zona de Filadèlfia. Una petita força, enviada al nord des de Nova York pel general Clinton a principis d'octubre, tampoc no va poder assistir a Burgoyne.

### Renúncia

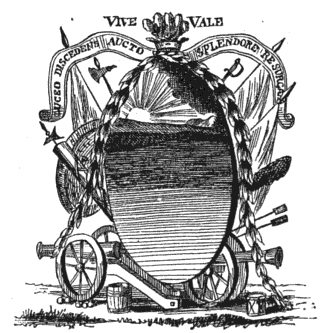
Tiquet de la Mischianza

L'octubre de 1777, Howe va enviar la seva carta de dimissió a Londres, queixant-se que havia rebut suport insuficient en les campanyes d'aquell any. Finalment se li va notificar l'acceptació de la renúncia l'abril de 1778. El 18 de maig es va celebrar una gran festa, coneguda com la Mischianza. Organitzada pels seus assistents John André i Oliver De Lancey, la festa va comptar amb una gran cercavila, focs artificials i ball fins a la matinada. Washington, conscient que els britànics tenien previst evacuar Filadèlfia, va enviar el marquès de Lafayette amb una petita força la nit de la festa per determinar els moviments britànics. Aquest moviment va ser detectat per les tropes britàniques en alerta i Howe va enviar una columna per atrapar el marquès. A la batalla de Barren Hill, Lafayette va escapar de la trampa amb les mínimes baixes.
El 24 de maig, el dia en què Howe va salpar cap a Anglaterra, el general Clinton va assumir el càrrec de comandant en cap dels exèrcits britànics a Amèrica i va fer els preparatius per a una marxa terrestre cap a Nova York. Howe va arribar a Anglaterra l'1 de juliol, on ell i el seu germà es van enfrontar a la censura per les seves accions a Amèrica del Nord. És probable que la renúncia de William i el seu germà Richard es degués al seu desig de tornar a casa per reivindicar la seva conducta durant la campanya. El 1779 Howe i el seu germà van exigir una investigació parlamentària sobre les seves accions. La investigació que se'n va derivar no va ser capaç de confirmar cap acusació d'impropietat o mala gestió de cap dels dos. A causa del caràcter inconclusiu de la investigació, van continuar els atacs contra Howe en fulletons i premsa i el 1780 va publicar una resposta a les acusacions del lleialista Joseph Galloway, que va publicar una resposta on criticava durament la conducta del general i l'acusava de perjudicar deliberadament l'esforç bèl·lic per al benefici de la facció anti-guerra whig al Parlament.

## Darrers anys
El 1780 Howe va perdre la seva candidatura per ser reelegit a la Cambra dels Comuns. El 1782 fou nomenat tinent general de l'ordenança i nomenat al Consell Privat. La seva coronelia va ser traslladada del 23è de fusellers al 19è de Dragons Lleugers el 1786. Va reprendre el servei actiu limitat el 1789, quan una crisi amb Espanya per les reclamacions territorials del nord-oest de l'Amèrica del Nord amenaçava amb entrar en guerra. La crisi va ser resolta i Howe no va veure més combats fins al 1793, quan les Guerres de la Revolució Francesa van implicar Gran Bretanya. Va ser ascendit a general el 1793 i va comandar el Districte Nord des de 1793 i el Districte Oriental des de 1795. El 1795 també va ser nomenat governador de Berwick-on-Tweed.
Quan va morir el seu germà Richard el 1799 sense descendència masculina, Howe va heretar els títols irlandesos i es va convertir en el cinquè vescomte Howe i baró Clenawly. El 1803 va dimitir com a tinent general de l'ordenança, manifestant mala salut. El 1805 va ser nomenat governador de Plymouth i va morir a Twickenham el 1814 després d'una llarga malaltia. Es va casar el 1765 amb Frances Connolly, però el matrimoni no va tenir fills i els seus títols van morir amb ell. La seva dona li va sobreviure tres anys; tots dos estan enterrats a Twickenham.